# Jacques Marie Boutet de Monvel
Jacques Marie Boutet, född 1745 i Lunéville, död 1812 i Paris, var en fransk skådespelare och pjäsförfattare känd i historien under artistnamnet Monvel. Han hade också stor betydelse för det svenska teaterlivets utveckling som teaterdirektör för Gustav III:s franska teater i Stora Bollhuset i Stockholm 1781–1786.

## Biografi och karriär
Jacques Marie Boutet uppträdde i de franska provinserna innan han 1770 debuterade på Comedie Francaise i Paris. Han beskrivs som liten, mager och oattraktiv och med en inte särskilt bra röst, men han blev en av de största komikerna i landet.
År 1781 lämnade han Frankrike som ledare för den franska teatertrupp som hade hyrts in av Gustav III för att uppträda tillsammans i teatern i Stora Bollhuset. Han anställdes som kungens uppläsare och som ledare för den Franska Teatern i Stockholm, där svenska skådespelare gick i scenskola innan Dramatens elevskola hade grundats, utbildade han flera svenska skådespelare ur Dramatens pionjärtrupp, som Fredrica Löf, Lars Hjortsberg och Maria Franck; i hans franska trupp ingick också bland andra Anne Marie Milan Desguillons, som också kom att få stor betydelse för svenskt kulturliv.
År 1786 gav sig Monvel av på en resa och kom inte tillbaka; han ersattes av en ny direktör 1787 då man insåg att han inte skulle återvända till Sverige. Under franska revolutionen var han medlem av den revolutionära teatern Theatre de la Republique tillsammans med sin syster Madame Vestrin men återvände till Comedie Francaise efter revolutionen och pensionerades 1807. Hans döttrar blev också kända skådespelare i Frankrike, särskilt hans ena dotter Mademoiselle Mars.

## Verk (urval)
- Julie (1772)
  - Julie: comedie i tre acter, blandad med sång (översättning Christopher Manderström, Stockholm, 1786)
- L'erreur d'un moment (1773)
  - Et ögnablicks förseelse, eller Fortsättning af Julie: comedie i en act, blandad med sång (översättning Christopher Manderström, Stockholm, 1787)
- L'amant bourru (1775)
  - Den häftige friaren: komedi på vers, i tre akter (översättning Herman Anders Kullberg, Stockholm, 1817)
- Blaise et Babet, ou la suite des Trois fermiers (1783)
  - De ädelmodige bönderne, eller Dygden tilhör alla stånd: skådespel med sång uti två acter (översättning Carl Envallsson, Stockholm, 1794)
- Alexis et Justine (1785)
- Les amours de Bayard (1786)
- Sargines (1788)
  - Sargines, eller Kärlekens fosterson: skådespel med sång i fyra acter (översättning Carl Envallsson, Stockholm, 1795)
- Raoul sire de Créquy (1789)
  - Folke Birgersson til Ringstad : opera comique i tre acter (imition av Olof Kexél efter Monvel, Stockholm, 1793)
- Philippe et Georgette (1791)
- Les victimes cloîtrées
  - Kloster-offren : drame i fyra acter (översättning Johan Samuel Ahlgrén, Stockholm, 1797)
- Les trois fermiers.[4]